# Chrysso pulchra
Chrysso pulchra är en spindelart som först beskrevs av Eugen von Keyserling 1891.  Chrysso pulchra ingår i släktet Chrysso och familjen klotspindlar. Inga underarter finns listade i Catalogue of Life.